# Бутанская служба новостей
Бутанская служба новостей сокращенно БСН (BNS) — первое информационное агентство бутанских беженцев в Непале.

## Описание
«Бутанская служба новостей» начала свою работу в 2004 году в столице Непала Катманду. Является единственным в своем роде СМИ, так как в нем работают лишь журналисты-беженцы из Бутана, в основном родившиеся или выросшие в лагерях, не имеющие медиа-опыта.

## История
Более чем 100000 бутанских беженцев необходимы собственные СМИ. Были предприняты попытки создать в лагерях беженцев, в районах Джхапа и Моранг в восточной части Непала, несколько журналистских агентств. Однако им было непросто выжить из-за отсутствия финансирования, и они прекратили своё существование одно за другим.
«Бутанская служба новостей» была основана в 2004 году небольшой группой беженцев. Изначально работа службы велась в блогах. В 2006 году у неё появился собственный новостной портал в интернете.
В настоящее время около двух десятков журналистов и пол дюжины редакторов из разных стран работают в этой новостной службе как волонтеры. Информационное агентство до сих пор не зарегистрировано, поскольку непальское законодательство не разрешает регистрацию любого субъекта собственности иностранных граждан на территории Непала.